# 竜田御坊山3号墳
竜田御坊山3号墳（たつたごぼうやまさんごうふん、竜田御坊山古墳）は、奈良県生駒郡斑鳩町龍田北にあった古墳。竜田御坊山古墳群を構成した古墳の1つ。形状は円墳。現在では墳丘は失われている。出土品は国の重要文化財に指定されている。

## 概要
奈良盆地北西部、龍田神社北方・法隆寺南西の丘陵（現在の通称は「錦ヶ丘」）の南斜面に築造された小円墳である。南西に2基の古墳（1・2号墳）が所在し、竜田御坊山古墳群を形成した。1965年（昭和40年）に宅地造成工事中に発見され、発掘調査のうえで3基とも消滅している。
墳形は円形で、直径8m・高さ2.5メートル程度と推定される。埋葬施設は横口式石槨で、南方向に開口し、内部に漆塗の家形陶棺を収める。横口式石槨・漆棺の採用は被葬者の身分の高さを示唆するが、精緻な横口式石槨の一方で棺は急ごしらえの様相を呈する点で特殊な例になる。陶棺内からは人骨1体（14-15歳の青年男性）のほか、副葬品として琥珀製枕・三彩有蓋円面硯・ガラス製筆管が出土しており、いずれも全国で唯一の優品として注目される。
築造時期は、古墳時代終末期の7世紀中葉頃と推定される。横口式石槨・漆棺の採用からは被葬者の身分の高さがうかがわれ、日本列島では唯一となる副葬品からは被葬者が貴重な文物を入手できる立場にあったことを示唆する。被葬者は明らかでないが、厩戸皇子（聖徳太子）子孫の上宮王家の一員とする説が挙げられる。上宮王家は、厩戸皇子が斑鳩宮に移住してから山背大兄王が自害するまでの間の斑鳩地域の一大勢力であり、7世紀代の法隆寺・中宮寺・法起寺・法輪寺の相次ぐ創建とともに本古墳が築造された点で、斑鳩地域の歴史的動向を考察するうえで重要視される古墳になる。
出土品は1981年（昭和56年）に国の重要文化財に指定されている。

## 遺跡歴
- 江戸時代、『聖跡図志』に一帯が「御廟山」・「竜田苑部墓」と記載[4]。
- 1964年（昭和39年）、宅地造成工事に伴い1号墳・2号墳が破壊[2]。
- 1965年（昭和40年）、宅地造成工事中に3号墳の発見、発掘調査（奈良県立橿原考古学研究所、1977年に報告）[2]。
調査後、墳丘消滅。石槨は大和歴史館前庭に移設[2]。
- 1980年（昭和55年）、奈良県立橿原考古学研究所附属博物館の新館開館に伴い、石槨を新館前庭に移設[2]。
- 1981年（昭和56年）6月9日、出土品が国の重要文化財に指定[3]。
- 2015年度（平成27年度）、石槨・陶棺の再調査（奈良県立橿原考古学研究所、2021年に報告）。

## 埋葬施設
埋葬施設としては横口式石槨が構築されており、南方向に開口した。石槨は底石・蓋石・閉塞石の3石から構成される。平らな底石の上に内部を刳り抜いた蓋石を被せ、小口に板状の閉塞石を置くことで内部を密閉する。各石の規模は次の通り。
- 蓋石：最大長2.86メートル、最大幅1.61メートル、最大高0.93メートル
蓋石刳込部：奥行2.16メートル、幅0.66-0.68メートル、高さ0.51-0.52メートル
- 底石：最大長2.93メートル、最大幅1.67メートル、最大高0.57メートル
- 閉塞石：最大幅1.11メートル、最大高0.90メートル、最大厚0.35メートル

本石槨の類例としては鬼の俎・鬼の雪隠（明日香村）があるが、本例は鬼の俎・鬼の雪隠よりもやや小型である。石槨の石材は花崗岩。石槨の内面には漆喰の塗布が認められており、特に蓋石刳込部の全面に漆喰が塗られることから、密閉性を意識したとみられる。また石槨の構築に際しては、高麗尺（7世紀中葉以前）の使用が推定される。
石槨内には須恵質（系）四注（寄棟）式家形陶棺が収められる。棺身・棺蓋から構成され、形状は淀川流域の中でも千里丘陵周辺の陶棺との共通性が指摘される。陶棺の全面（内面・外面）には漆を塗布するという格式の高さが認められ、全国23例の漆棺（夾紵棺・漆塗木棺・漆塗籠棺など）の中でも漆塗陶棺は本例のみになる。ただし、棺身と棺蓋は噛み合わずセット関係でない点、棺蓋には大きなひび割れがあり内面・外面には補修のための楔形銅板が取り付けられている点、陶栓の径が蓋の円孔の径よりも小さくかみ合わない点（木屑を詰めて使用か）から、あり合わせの部材で組み合わせたと評価される。また棺身上端部・棺蓋下端部・脚部が焼成後に大きく削り取られている点からは、石槨内に収めるために大きさの調整がなされたとみられる。これらのことから、被葬者を緊急に埋葬する必要が生じたために本棺を準備した様子が示唆される。なお、かつて本棺は須恵質陶棺の中では最終段階に位置づけられたが、最終段階とした指標は前述の意図的な造作の結果であるとみられ、現在では前段階の型式に位置づけるのが妥当とされる。
陶棺内からは人骨のほか、副葬品として琥珀製枕・三彩有蓋円面硯・ガラス製筆管が出土している。人骨は14-15歳の青年男性とされる。身長は150センチメートル程度と陶棺よりも大きく、棺の急ごしらえの様相を支持する。

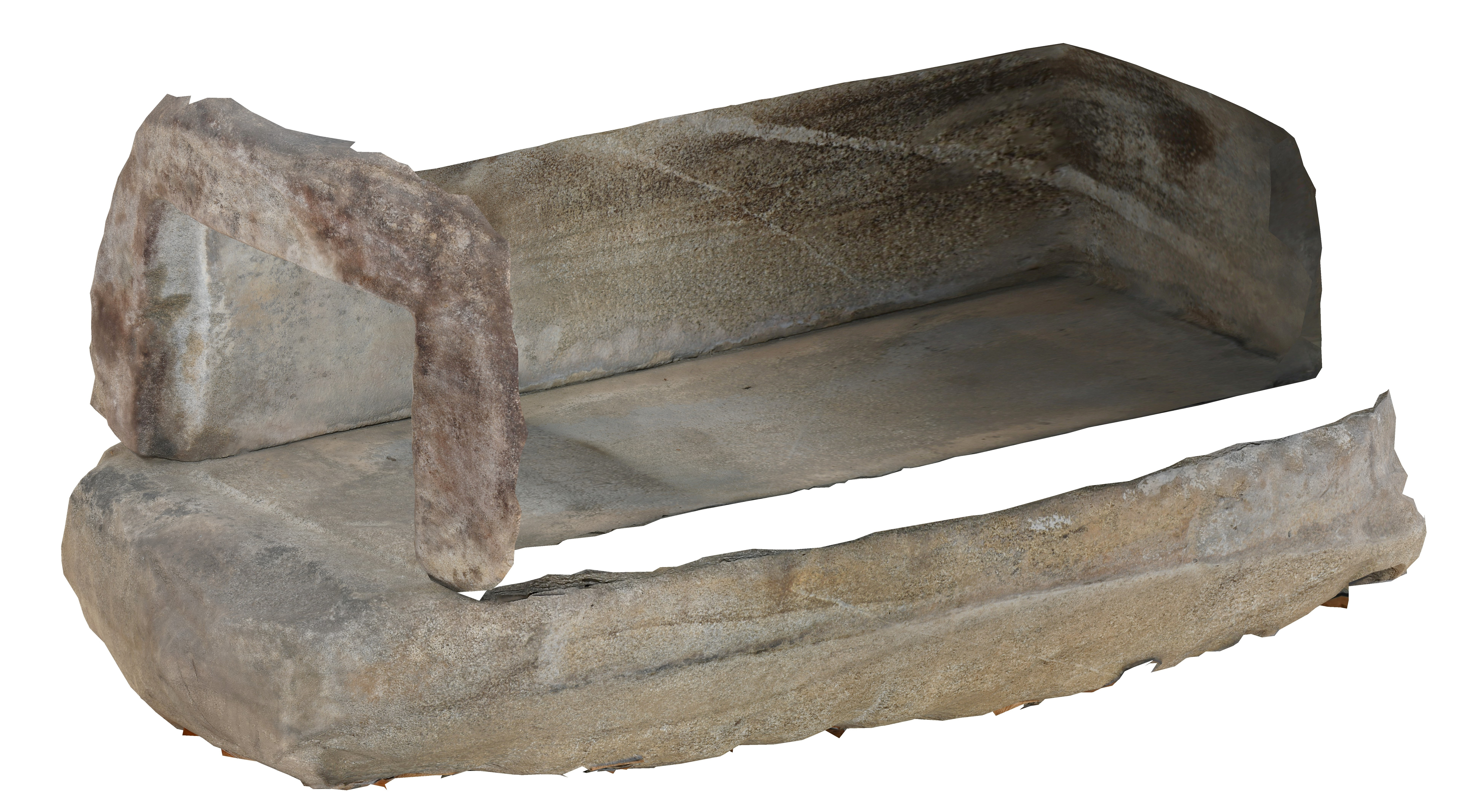
石槨俯瞰図
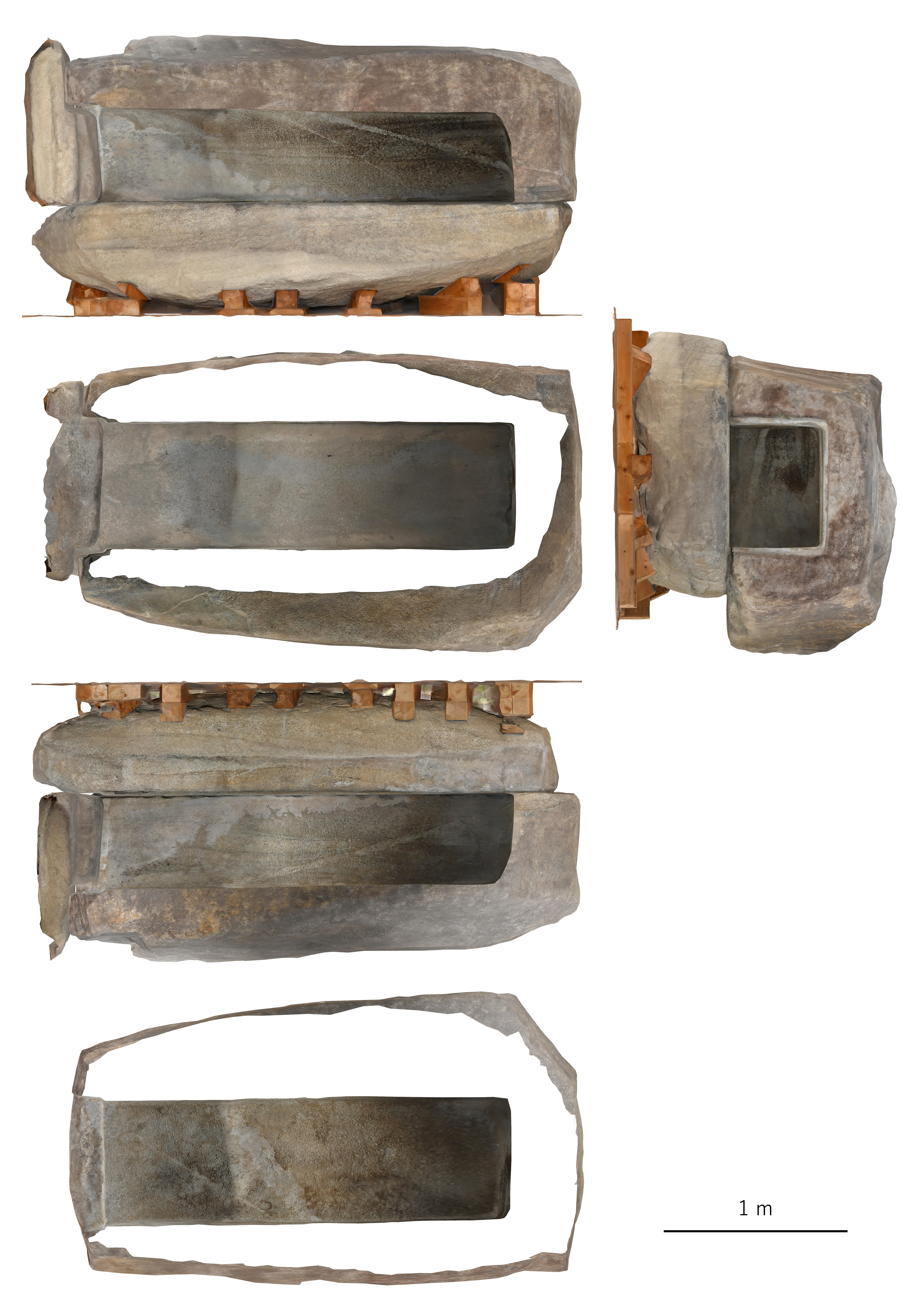
石槨展開図

## 出土品
陶棺から出土した副葬品は次の通り。いずれも日本列島内では類例の無いものになる。
- 琥珀製枕
産地分析では岩手県久慈産と同定される。類例がないため詳らかとしないが、石枕からの系譜を指摘する説が挙げられる[2]。
- 三彩有蓋円面硯
類例がないため詳らかとせず、中国からの搬入品とする説と、朝鮮半島からの搬入品とする説がある。報告書では唐代初頭のものとの類似を指摘する[2]。
- ガラス製筆管
円面硯とのセット関係から、王羲之『筆経』に見える筆管とする説があるが、確定的ではない。調査後に李静訓墓（608年埋葬）で類例が出土している[2]。

## 被葬者
竜田御坊山3号墳の実際の被葬者は明らかでないが、上宮王家の一族に比定する説が挙げられる。上宮王家は、厩戸皇子（聖徳太子）・山背大兄王を中心とした一族で、推古天皇13年（601年）に厩戸皇子が斑鳩宮に移住してから皇極天皇2年（643年）に山背大兄王が自害するまでの間の斑鳩地域の一大勢力とされる。『上宮聖徳法王帝説』では、山背大兄王の滅亡の際には王の子弟ら15人が滅ぼされたという。
竜田御坊山3号墳を上宮王家の一族に比定する説では、横口式石槨・漆棺・副葬品に見る被葬者の身分の高さや、所在地名の「御坊山」が「御廟山」の転訛と考えられることが根拠として挙げられる。築造時期と人骨の年齢観からは、上宮王家一族の中でも特に厩戸皇子の孫世代の可能性が指摘される。ただし漆塗陶棺は急ごしらえの様相を呈することから、緊急的な埋葬に至った背景の解明が今後期待される。なお、急ごしらえの造墓の類例としては、様々な石材を組み合わせて築造された鳥谷口古墳（葛城市）が知られ、同古墳は自害に追い込まれた大津皇子の真墓と推定されている。
斑鳩地域では、中期古墳の斑鳩大塚古墳・甲塚古墳、後期古墳の藤ノ木古墳・仏塚古墳、終末期古墳の神代古墳などが分布しており、本古墳との系譜関係が注意される。

## 竜田御坊山1・2号墳
竜田御坊山1号墳・2号墳は3号墳の南西に所在する。各内容は次の通り。
1号墳
2号墳の南15メートルに所在。1964年（昭和39年）に宅地造成工事に伴い破壊（調査なし）。
埋葬施設は竪穴式石室状（無袖式石室か）で、長さ約2メートル・幅約1.7メートルを測ったという。石室内部からは人骨3体分のほか金銅装環付六花文座金具1（漆塗木棺の飾金具か）・鉄釘4が出土している。座金具は大型の優品で、類例に松山古墳例が知られる。築造時期は古墳時代終末期の7世紀前半-中葉頃と推定される。
2号墳
1号墳の北15メートル、3号墳の南西30メートルに所在。1964年（昭和39年）に宅地造成工事に伴い破壊（調査なし）。
埋葬施設は横穴式石室とみられ、凝灰岩製の組合式家形石棺片が出土している。小型の石棺で、推定規模は長さ1.82メートル・幅1.15メートルを測り、縄掛突起はなく蓋石内面の刳り込みもない。築造時期は古墳時代終末期の7世紀前半-中葉頃と推定される。

## 文化財

### 重要文化財（国指定）
- 大和御坊山第三号墳出土品（考古資料） - 内訳は以下。奈良県立橿原考古学研究所附属博物館保管。1981年（昭和56年）6月9日指定[3]。
  - 三彩有蓋円面硯 1面
  - 管状ガラス製品 1本
  - 琥珀枕残欠 1箇分
  - 漆塗陶棺 1合
  - 附 横口式石槨 1基

## 関連施設
- 奈良県立橿原考古学研究所附属博物館（橿原市畝傍町） - 竜田御坊山3号墳の石槨・出土品を保管・展示。

## 関連文献
（記事執筆に使用していない関連文献）
- 奈良県立橿原考古学研究所 編『竜田御坊山古墳 -付 平野塚穴山古墳-』奈良県教育委員会〈奈良県史跡名勝天然記念物調査報告第32冊〉、1977年。